# Ringo Shiina
Ringo Shiina (椎名 林檎, Shiina Ringo, 25 de novembro, 1978 em Saitama, Japão) é uma cantora, compositora e produtora japonesa. 
Seu nome real é Yumiko Shiina (椎名 由美子, Shiina Yumiko). 
Ela também é fundadora e vocalista principal do grupo musical Tokyo Jihen.
Foi classificada como número 36 na lista da HMV dos 100 melhores da música japonesa em 2003..

## Biografia
Nascida em Saitama e criada em Fukuoka, filha de um pai admirador de música e de uma mãe formada em dança e praticante de balé, Sheena Yumiko sofreu com a síndrome hereditária do esôfago bloqueado com que a fez passar por várias cirurgias pouco depois de seu nascimento. 
Em 1995 integrante de uma banda denominada Marvelous Marvels como baterista ganhou o prêmio de segundo lugar no Yamaha Teen Music Festival, banda onde mais tarde se tornou vocalista. Sua primeira conquista como cantora solo foi em 1996 no Music Quest Japan 1996 onde obteve o primeiro lugar. Nessa época que ela adotou seu novo nome, Ringo, em lugar de Yumiko.
Em 27 de maio de 2002, lançou o álbum duplo de covers Utaite Myoli que chegou à primeira posição na Oricon e permaneceu no ranking por nove semanas.
Em 22 de janeiro de 2003 com o single Stem ~Daimyou Asobi Hen~ que chegou à primeira posição na Oricon, onde permaneceu por 12 semanas e se tornou música-tema do filme "Hyakuiro Megane", Shiina fez um pequeno papel no mesmo.
Com o álbum Karuki Zamen Kuri no Hana chegou à primeira posição no ranking da Oricon, onde permaneceu por 20 semanas, chegando também na 28ª posição no ranking mundial, onde permaneceu por duas semanas.
Montou a banda Tokyo Jihen onde é cantora e compositora.
Em 2006, foi diretora musical do filme "Sakuran".

## Discografia[4]

### Álbuns de estúdio
| Ano  | Detalhes do álbum | Melhor posição | Vendas    |
| ---- | --- | -------------- | --------- |
| 1999 | Muzai Moratorium (無罪モラトリアム) - Lançamento: 24 fevereiro, 1999 - Gravadora: Toshiba-EMI/East World              | 2              | 1.433.000 |
| 2000 | Shōso Strip (勝訴ストリップ) - Lançamento: 31 março, 2000 - Gravadora: Toshiba-EMI/Virgin Music                       | 1              | 2.332.000 |
| 2003 | Karuki Samen Kuri no Hana (加爾基 精液 栗ノ花) - Lançamento: 23 fevereiro, 2003 - Gravadora: Toshiba-EMI/Virgin Music | 1              | 409.000   |
| 2009 | Sanmon Gossip (三文ゴシップ) - Lançamento: 24 junho, 2009 - Gravadora: EMI Music Japan/Virgin Music                   | 1              | 202.000   |
| 2014 | Gyakuyunyū: Kōwankyoku - Lançamento: 27 de maio de 2014 - Gravadora: EMI Music Japan/Universal Music Japan            | 3              | 45.000    |
| 2014 | Hi Izuru Tokoro - Lançamento: 5 de novembro de 2014 - Gravadora: Toshiba-EMI/Virgin Music                             | 3              | 100.000   |
| 2017 | Gyakuyunyū: Kōkūkyoku - Lançamento: 6 de dezembro de 2017 - Gravadora: Toshiba-EMI/Virgin Music                       | 3              | 100,000   |

### Álbuns de cover
| Ano  | Detalhes do álbum                                                                                                  | Melhor posição | Vendas  | Informação adicional |
| ---- | --- | -------------- | ------- | -------------------- |
| 2002 | Utaite Myōri ~Sono-Ichi~ (唄ひ手冥利 ～其ノ壱～) - Lançamento: 27 maio, 2002 - Gravadora: Toshiba-EMI/Virgin Music | 1              | 397,000 | 2CD- Álbuns de cover |

### Banda sonora
| Ano  | Detalhes do álbum | Melhor posição | Vendas  | Informação adicional |
| ---- | --- | -------------- | ------- | --- |
| 2002 | Heisei Fūzoku (平成風俗) (Shiina Ringo X Neko Saito) - Lançamento: 21 fevereiro, 2007 - Gravadora: Toshiba-EMI/Virgin Music | 1              | 175,000 | O álbum de compilação como uma banda sonora do filme Sakuran, a colaboração com Neko Saito, que é um maestro e violinista. |

### Álbuns de compilações
| Ano  | Detalhes do álbum                                                                                 | Melhor posição | Vendas  | Informação adicional                                                                                   |
| ---- | ------------------------------------------------------------------------------------------------- | -------------- | ------- | --- |
| 2008 | Watashi to Hōden (私と放電) - Lançamento: 2 julho, 2008 - Gravadora: EMI Music Japan/Virgin Music | 4              | 153,000 | Compilação de todas as músicas B-side, que não foram incluídos em nenhum álbuns de estúdio anteriores. |

### Boxes
| Ano  | Detalhes do álbum                                                              | Melhor posição | Vendas | Informação adicional             |
| ---- | ------------------------------------------------------------------------------ | -------------- | ------ | -------------------------------- |
| 2008 | MoRA - Lançamento: 25 novembro, 2008 - Gravadora: EMI Music Japan/Virgin Music | 32             | 9,000  | CD-Caixa de seus todos os álbuns |

### Álbuns em DVD
| Ano  | Detalhes do álbum | Melhor posição | Vendas | Informação adicional                                                                    |
| ---- | --- | -------------- | ------ | --------------------------------------------------------------------------------------- |
| 2007 | Heisei Fūzoku Daiginjō (平成風俗 大吟醸) (Shiina Ringo X Neko Saito) - Lançamento: 25 de abril de 2007 - Gravadora: Toshiba-EMI/Virgin Music | 18             | 10,000 | Todas as canções de Heisei Fūzoku com vídeos musicais de animação.                      |
| 2008 | Watashi no Hatsuden (私の発電) - Lançamento: 02 de julho de 2008 - Gravadora: EMI Music Japan/Virgin Music                                   | 1              | 68,000 | Todas as canções de Watashi to Hoden com vídeos musicais.                               |
| 2008 | MoRA - Lançamento: 25 de novembro de 2008 - Gravadora: EMI Music Japan/Virgin Music                                                          | 25             | 5,000  | O Box de DVD conjunto de todos os seus álbuns. Todas as músicas com o protetor de tela. |

### Álbuns de vinil
| Ano  | Detalhes do álbum | Melhor posição | Vendas | Informação adicional                  |
| ---- | --- | -------------- | ------ | ------------------------------------- |
| 2003 | Karuki Samen Kuri no Hana (加爾基 精液 栗ノ花) - Lançamento: 27 de maio de 2003 - Gravadora: Toshiba-EMI/Virgin Music        |                |        |                                       |
| 2007 | Heisei Fūzoku (平成風俗) (Shiina Ringo X Neko Saito) - Lançamento: 25 de abril de 2007 - Gravadora: Toshiba-EMI/Virgin Music |                |        |                                       |
| 2008 | Muzai Moratorium (無罪モラトリアム) - Lançamento: 25 de novembro de 2008 - Gravadora: Toshiba-EMI/Virgin Music               |                |        |                                       |
| 2008 | Shōso Strip (勝訴ストリップ) - Lançamento: 25 de novembro de 2008 - Gravadora: Toshiba-EMI/Virgin Music                      |                |        |                                       |
| 2009 | Saturday Night Gossip - Lançamento: 26 agosto, 2009 - Gravadora: EMI Music Japan/Virgin Music                                |                |        | A versão alternativa de Sanmon Gossip |

### Sencillos
| Data de Lançamento           | Título                                                                       | Melhor posição | Vendas  | Álbum                     |
| ---------------------------- | ---------------------------------------------------------------------------- | -------------- | ------- | ------------------------- |
| 27 maio, 1998 (8cm)          | Kōfukuron (幸福論)                                                           | -              | -       | Muzai Moratorium          |
| 27 outubro, 1999 (12cm Maxi) | Kōfukuron (幸福論)                                                           | 10             | 261,000 | Muzai Moratorium          |
| 9 setembro, 1998             | Kabukicho No Jyo-ō (歌舞伎町の女王)                                          | 50             | 51,000  | Muzai Moratorium          |
| 20 janeiro, 1999             | Koko De Kiss Shite. (ここでキスして。)                                       | 10             | 309,000 | Muzai Moratorium          |
| 27 outubro, 1999             | Honnō (本能)                                                                 | 2              | 997,000 | Shōso Strip               |
| 26 janeiro, 2000             | Gibusu (ギブス, Gips)                                                        | 3              | 714,000 | Shōso Strip               |
| 26 janeiro, 2000             | Tsumi To Batsu (罪と罰)                                                      | 4              | 546,000 | Shōso Strip               |
| 13 setembro, 2000            | Zecchōshū (絶頂集) - Três míni-CD                                            | 1              | 430,000 |                           |
| 28 março, 2001               | Mayonaka Wa Junketsu (真夜中は純潔)                                          | 2              | 358,000 |                           |
| 22 janeiro, 2003             | STEM ~Daimyou asobi hen~ (茎（STEM）～大名遊ビ編～)                          | 1              | 187,000 | Karuki Samen Kuri no Hana |
| 25 novembro, 2003            | Ringo no Uta (りんごのうた) - inclua o Bônus-DVD                             | 2              | 114,000 |                           |
| 17 janeiro, 2007             | Kono Yo no Kagiri (この世の限り) (Shiina Ringo X Neko Saito + Junpei Shiina) | 8              | 54,000  | Heisei Fūzoku             |
| 27 maio, 2009                | Ariamaru Tomi (ありあまる富)                                                 | 3              | 75,000  |                           |
| 02 de novembro de 2011       | Carnation (カーネーション)                                                   | 5              |         |                           |